# Suchitoto
Suchitoto é um município do departamento de Cuscatlán, em El Salvador. Sua população estimada em 2007 era de 24 786 habitantes.

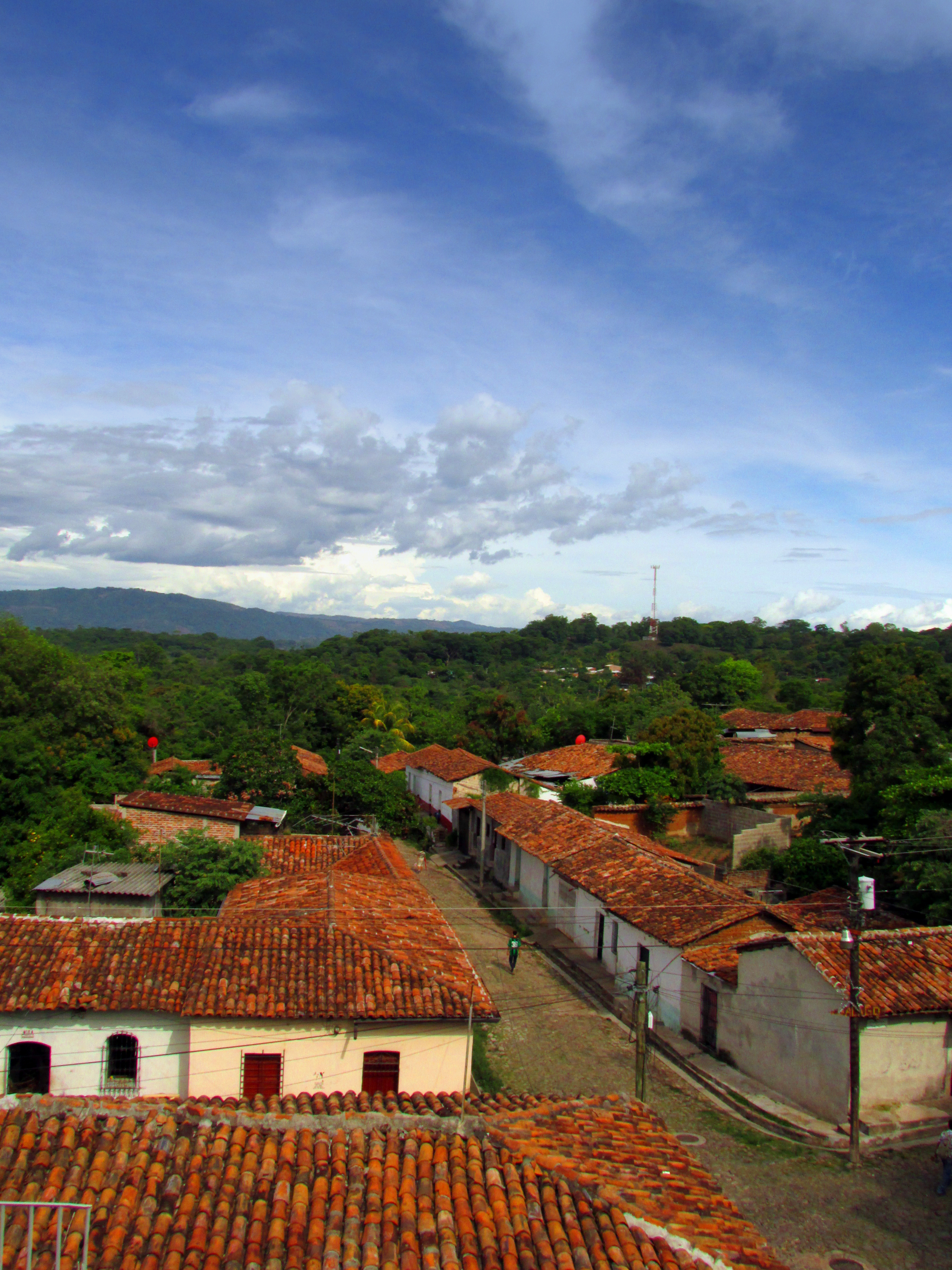
Casas de Suchitoto